# 스위스 노동당

스위스 노동당(스위스 勞動黨, 독일어: Partei der Arbeit der, PdA, 파르타이 데어 아르바이트 데어[*], 프랑스어: Parti Suisse du Travail -Parti Ouvrier et Populaire, PST-POP, 이탈리아어: Partito Comunista, PC, 로만슈어: Partida svizra da la lavur, PSL)은 스위스의 사회주의 정당이다. 스위스의 하원인 국민의회에서는 1석을 보유하고 있다.
1944년에 창당된 정당으로 당의 노선은 사회주의, 공산주의, 마르크스주의의 스펙트럼을 가지고 있으며 중앙당사는 베른에 위치한다.